# بيت عطاب

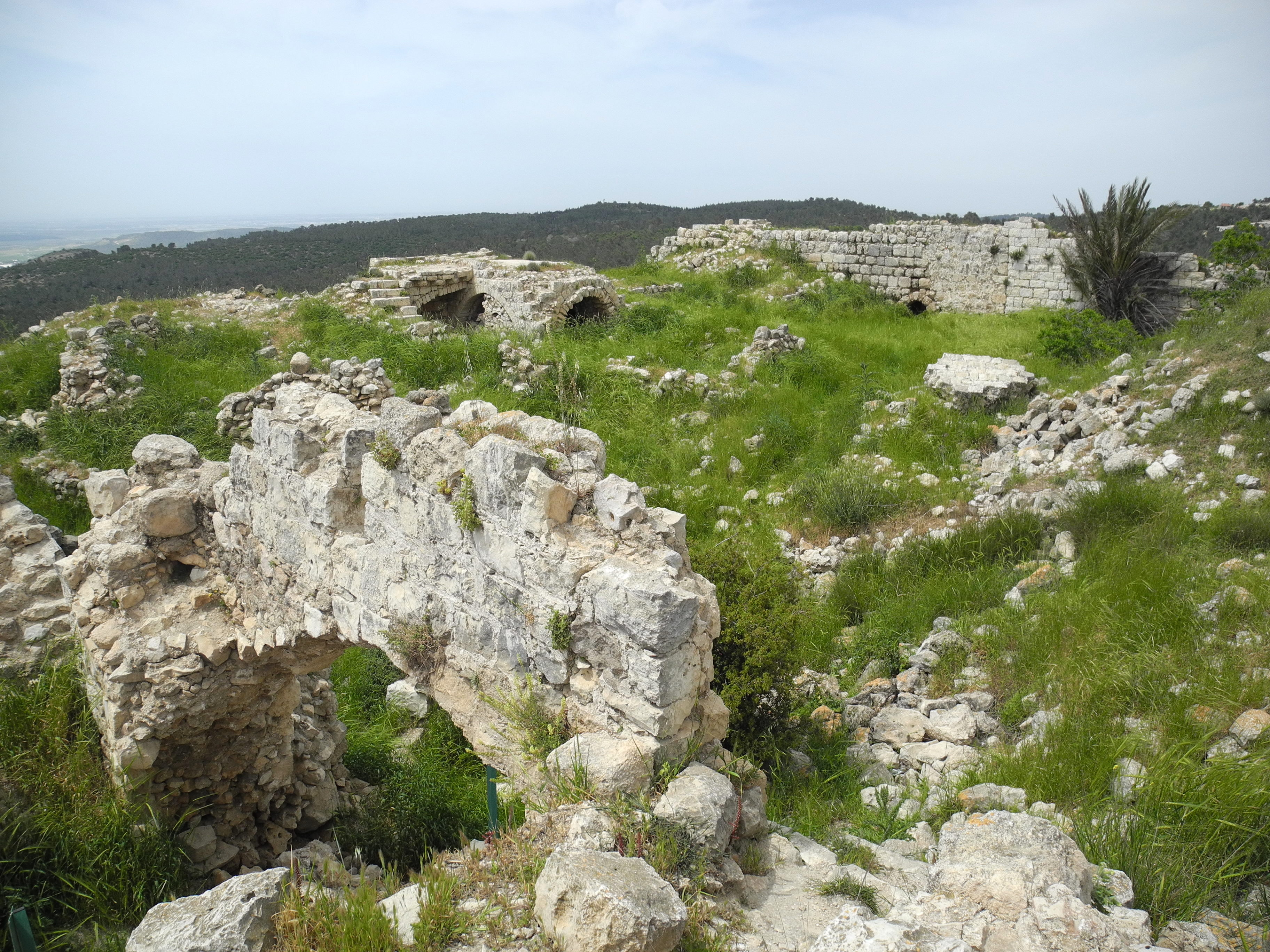
بيت عطاب ، 2012

بيت عطاب، قرية فلسطينية مهجرة، تبعد مسافة 23 كم إلى الجنوب الغربي من مدينة القدس. تربطها طريق معظمها معبّد بمدينة القدس، وتمرّ طريق بيت جبرين– القدس الرئيسية المعبدّة على بعد 3 كم إلى الجنوب منها. كما تربطها طريق ممهدة فرعية بتلك الطريق الرئيسة، وتربطها طرق فرعية ممهدة أيضًا بقرى سفلى، علار، كفرسوم، رأس أبو عمار، دير أبان، دير (دار) الشيخ ودير الهوا.
قامت القرية فوق أحد جبال القدس، وكانت معروفة باسمها الحالي في العصور الوسطى. ترتفع 650م عن سطح البحر. تنحدر أرضها تدريجيًّا نحو الغرب حيث يجري وادي المغارة متجهًا نحو الغرب ليرفد وادي صليح. وتحيط بالقرية ينابيع مياه قريبة يستفيد السكان منها لأغراض الشرب وريّ مزارعهم، إلّا أنّ تجمّع مياه العيون في مستنقعات صغيرة كان من أسباب تكاثر الحشرات وتفشّي بعض الأمراض.
بُنيت معظم بيوت القرية من الحجر واللبن، واتخذ مخططها في الجزء القديم منها شكلاً دائرياً. لكنّ نموّها العمراني جهة الجنوب الغربي بمحاذاة الطريق المؤدية إلى قرية سفلى المجاورة جعل مخططها يتخذ شكلًا قوسيًا فيما بعد. كانت بيت عطاب تعتبر موقع أثري يحتوي على بقايا حصن قديم. وتشرب القرية من مياه ثلاثة ينابيع هي عين الماجور، عين الخناجير وعين البركة.
خلال حرب 1948 استولى اليهود على بيت عطاب، طردوا سكانها العرب منها، دمروا بيوتها، ثم أقاموا مستعمرة “برجيورا” شرقيها، ومستعمرة “نس هاريم” شماليها.

## أراضي القرية
تبلغ مساحة أراضي بيت عطاب 8,757 دونمًا لا يملك اليهود منها شيئًا. كما كان سكان بيت عطاب يمتلكون إلى جانب أراضي قريتهم أراضي واسعة في المنطقة السهلية الساحلية، تستغل في زراعة الحبوب. في حين استثمروا أراضي قريتهم في زراعة الحبوب، أشجار الزيتون، العنب والفواكه الأخرى، بالإضافة إلى أنّهم اعتنوا بتربية المواشي. كما كانت في أراضيهم غابة حرجية واسعة للحكومة. واعتمدت الزراعة على مياه الأمطار والينابيع.

## التاريخ
اعتبرت بيت عطاب أنّها هي المُشار إليها باسم إيناداب في قائمة البلدات الفلسطينية التي وضعها المؤرخ يوسابيوس القيصري في القرن الرابع للميلاد. ذكر أنها كانت تسمى باتعاطامي والذي يعني مكان ضريح إلهة النسر في إشارة إلى الإله المصري نخبيت.

### الفترة الصليبية
يوجد في مركز القرية قصر يعود لمنتصف القرن الثاني عشر يُعتقد أنه كان مسكن يوهانس جوثمان وهو فارس صليبي فرنجي. يتكون المبنى من طابقين. بانت زوجة جوثمان ممتلكاته بعدما أسرته القوات الإسلامية في عام 1161 لكي تجمع أموال الفدية. ثم أصبحت القرية إقطاعية لكنيسة القيامة ربما تحت إدارة وسام القبر المقدس.
في ذلك العصر كانت تسمى بيتاهاتاب يتضح ذلك من الاسم المذكور في قصة جوثمان في عام 1161. بسبب ازدهارها في العصر الصليبي اعتقد البعض أنها صليبية رغم أن العرب سكنوها قبل هذه الفترة وبعدها.

### الفترة العثمانية
زار إدوارد روبنسون القرية في سنة 1838 ووصف منازلها الحجرية بأنها متينة البنيان. كان ثمة منازل فيها مؤلفة من طبقتين، وفي وسط القرية كانت خرائب إحدى القلاع الصليبية. قدّر روبنسون عدد سكانها بستمائة أو بسبعمائة نسمة. في الخمسينات من القرن الماضي، كانت بيت عطاب موطن عائلة لحام الواسعة النفوذ، التي سيطرت على 24 قرية في قضاء العرقوب. إلّا أنّ الصراع المسلّح اندلع سنة 1855 بين هذه العائلة ومنافستها عائلة أبوغوش على منطقة بني حسن وأمست القرية مسرحًا لمعارك دامية.
حاول محمد عطا الله من بيت نتيف في عام 1855 أخذ السيطرة على المنطقة من ابن عمه عثم اللحام، فدعم أبو غوش. أثارت هذه الحركة غضب ابن عمه الذي هاجم بيت نتيف في 3 يناير 1855 وقتل 21 شخصًا من أهلها، ووفقًا لشهادة القنصل البريطاني جيمس فين فقد كانت حرب مروعة.
هبت عشيرة أبو غوش في فبراير 1855 لمساعدة عطا الله وغزت بيت عطاب وسجنت عثم اللحام في منزله. وكان جيمس فين الطرف المحايد الذي ساعد على وقف الحرب بين عطا الله اللحام. ساد السلام في المنطقة لمدة ثلاث سنوات بعد ذلك، تغلغلت الإدارة العثمانية النظامية في المنطقة فتضاءل نفوذ العائلتين، وغدت بيت عطاب قرية كسائر القرى. ورحل أحمد أغا العسلي عثم ومحمد عطا الله إلى قبرص، وأعيد توطين قبيلة اللحام في الرملة.
زار المستكشف الفرنسي فيكتور غيرن القرية في عام 1863 وشاهد آثار شيوخها والآثار الصليبية. يوجد بين القرية وبين قريتي صرعة وإشوع يوجد مقام للشيخ غريب ويعرف المقمام أيضا باسم قبر شمشون.
تظهر قائمة القرى العثمانية الرسمية من حوالي عام 1870 أن بيت عطاب كان بها ما مجموعه 89 منزل يسكنها 241 شخص (اقتصر التعداد على الرجال). وصفت القرية في أواخر القرن التاسع عشر بأنها تقع على ربوة صخرية ترتفع من 60 إلى 100 قدم فوق التلال الجبلية المحيطة. كان عدد سكانها في عام 1875 حوالي 700 نسمة كلهم مسلمون. كانت أشجار الزيتون تزرع على مدرجات شمال القرية. ذكر مارتن هرتمن في عام 1883 أن القرية كان بها على 100 منزل. وقدر عدد سكان في عام 1896 بحوالي 543 شخصا.

### الانتداب البريطاني
بلغ عدد سكان بيت عطاب 504 نسمة في تعداد فلسطين لعام 1922 الذي أجرته سلطات الانتداب البريطاني وكلهم مسلمون في تعداد عام 1931 ارتفع العدد إلى 606 في ما مجموعه 187 منزلا. كانت القرية في قضاء الرملة لكن مع تغير الحدود الإدارية أصبحت تتبع قضاء القدس.
كانت المدينة مدينة دائرية لكن امتد عمرانها إلى الجنوب الغربي باتجاه سفلى لتصبح القرية على شكل قوس. كانت الزراعة هي مصدر الدخل الرئيسي فكانت القرية تزرع الحبوب بكثرة بسبب امتداد أراضيها إلى السهل الساحلية. صادر الانتداب البريطاني بعض هذه الأراضي لكي يزرع غابة كبيرة مملوكة للحكومة.
بلغ عدد سكانها 540 مسلم في تعداد عام 1945 وبلغت مساحتها 5,447 دونم، 1400 دونم منها لزراعة الحبوب و665 دونم للبساتين، بينما المبني منها 14 دونم. والمشروع منها 116 دونم من أشجار الزيتون.

### حرب 1948
كانت بيت عطاب واحدة من سلسلة قرى في ممر القدس احتلت بعد الهدنة الثانية في الحرب. يقول في سياق ذلك المؤرخ الإسرائيلي بني موريس أنّها احتلت في 21 تشرين الأول\ أكتوبر 1948 أثناء عملية «ههار». حيث كانت هذه العملية تتكامل مع عملية «يوآف»، وهي الهجوم المزامن على الجبهة الجنوبية والرامي إلى الاندفاع نحو النقب. وتقول إحدى روايات الجيش الإسرائيلي إنه عندما اقترب لواء هرئيل من القرية ليلا وجدوا القرية مهجورة لكنه شرع في تدمير منازلها. فر معظم سكان القرية إلى الجنوب باتجاه بيت لحم والخليل. سكن العديد من سكان القرية في مخيم الدهيشة للاجئين في الضفة الغربية، على بعد حوالي 15 كيلومترا (9.3 ميل) من منازلهم السابقة.
في سنة 1950 أنشأت إسرائيل مستعمرة «نيس هريم» على أرض تابعة للقرية إلى الشمال من موقعها.
ذكر ولد الخالدي القرية في 1992 تغطي الموقع كميات كبيرة من أنقاض منازل القرية المدمرة، وما زالت بقايا القلعة الصليبية بارزة فيه. ثمة مقبرتان غربي القرية وشرقيها وقبور منبوشة تبدو منها عظام آدمية. كما تنبت في موقع القرية وعند تخومها السفلي أشجار اللوز، الخروب والزيتون، والصبار عند طرفها الجنوبي. أمّا الأراضي الزراعية المحيطة بالموقع فيستغل قسم منها المزارعون الإسرائيليون.
تشمل البقايا في الموقع قلعة صليبية وأقبية وبقايا جدران وأبراج وأنفاق ومعصرة زيتون.

## الجغرافيا
تقع بيت عطاب على بعد 17.5 كيلومتر (10.9 ميل) جنوب غرب القدس على جبل مرتفع يبلغ ارتفاعه 665 متر (2,182 قدم)فوق مستوى سطح البحر وتطل القرية على بعض التلال. كان هناك طريق روماني يمتد بين التلال الضيقة إلى جنوب القرية مما يشير إلى قدمها.
يوحد في الجنوب الشرقي للقرية ينبوعها الرئيس الذي يسمى باسمها. أسفل هذا الينبوع في الشمال الغربي كانت هناك بركة تعرف باسم بركة عطاب. هناك نبع آخر قريب منه كان يُعرف باسم عين الخنزيرة. كان يربط القرية بالنبع الرئيسي نفق صخري يقال إنه "من العصور القديمة" لكن لم يكن يعرفه كل سكانها. يعرف النفق باسم مغارة بير الحسوطة وهو بئر محفور بشري. يبلغ طوله حوالي 250 قدمًا ويمتد في اتجاه الجنوب والجنوب الغربي من القرية. كان لها مدخلان من القرية أحدهما في الغرب والآخر في الوسط، سُد الأخير في القرن التاسع عشر.

## ذكرها في الكتاب المقدس
اعتقد الملازم كلود كوندر من صندوق استكشاف فلسطين في عام 1879 أن أوصاف القرية تطابق وصف صخرة عيطم الكتابية (قضاة 15: 11 ). يقتبس جون ويليام ماكغارفي (1881) من كوندر عن الأدلة اللغوية ويذكر وجود دلائل أخرى على أن القرية هي الموقع الكتابي. يؤيد ذلك الكاتب هنري ب. تريسترام (1897).
يذكر مسح جغرافية فلسطين (1883) أن أهل القرية يسمونه بير الحص يوتا وأن أقرب لها كلمة حسوتاه العبرية والتي تعني ملجأ، وهو ما قد يشير إلى أن شمشون اختباء فيه بعد حربه الفلستيين.